# Crisi del debito sovrano italiano del 2011-2012

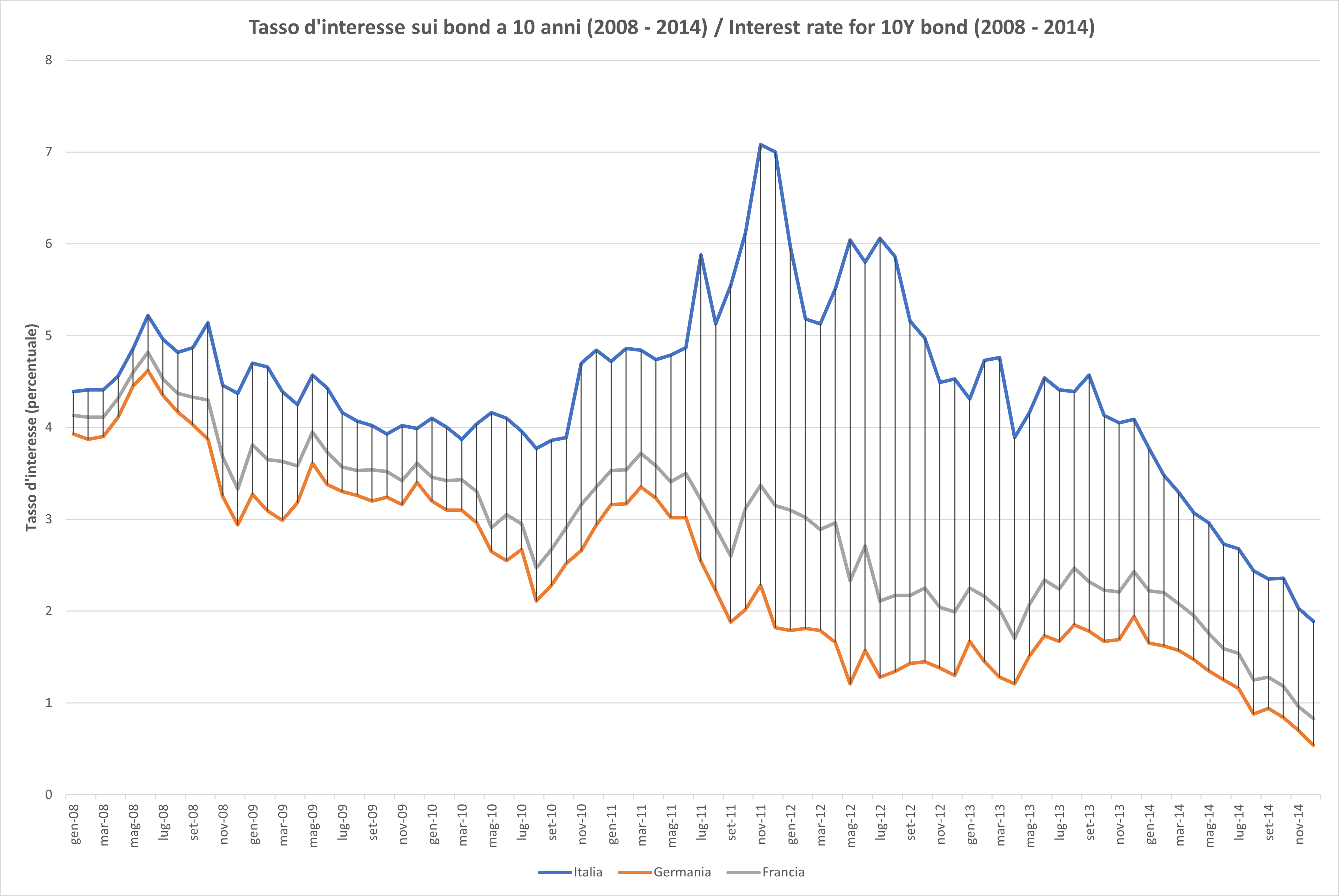
Tasso d'interesse sui bond a 10 anni di Italia, Francia e Germania (periodo 2008-2014). La forbice (spread) tra Italia e Germania si inizia ad allargare nella primavera del 2010, per poi creare un divario immenso dal luglio 2011.

La crisi del debito sovrano italiano del 2011-2012 (chiamata anche crisi del 2011 o colloquialmente crisi dello spread) è una crisi finanziaria che ha coinvolto l'Italia dal luglio 2011 alla fine del 2012. Parte della crisi del debito sovrano europeo, iniziata in Grecia nel 2009, è stata gradualmente superata attraverso la messa in atto, da parte della Banca centrale europea, del cosiddetto meccanismo di quantitative easing, diretto a mitigare gli effetti della speculazione finanziaria sui titoli di Stato.

## Antefatti

### Origini della crisi finanziaria europea
Nel corso del 2008 la crisi dei mutui subprime, scoppiata negli Stati Uniti nella seconda metà del 2006, aveva determinato gravi turbolenze sul mercato finanziario statunitense: varie banche d'affari avevano dichiarato lo stato di insolvenza, si erano verificati diversi fenomeni di panico bancario e il mercato azionario era crollato verticalmente. La crisi aveva coinvolto anche uno dei principali istituti finanziari, la Lehman Brothers: nonostante il giudizio eccellente fornito dalle principali agenzie di rating, infatti, nel settembre 2008 la società aveva avviato la procedura fallimentare.
In Italia l'arrivo della crisi finanziaria era stato pesantemente sottovalutato: nell'agosto 2007, quando il mercato immobiliare statunitense stava già crollando da un anno e mezzo, il ministro dell'economia Padoa-Schioppa aveva affermato che ci sarebbero stati solo "effetti indiretti", sottolineando la solidità economica del Paese.
Nondimeno, la crisi finanziaria si trasferì successivamente all'economia reale di tutto il mondo, dando avvio alla grande recessione. Gli osservatori istituzionali internazionali iniziarono così a mettere sotto osservazione gli Stati europei più in difficoltà.
Nell'ottobre 2009 la Grecia dichiarò di aver falsato i propri conti pubblici: chiuderà l'anno con un disavanzo di oltre il 15% del PIL e un rapporto debito/PIL superiore al 126%. Gravi squilibri di contabilità pubblica si verificarono anche in Portogallo, Irlanda (deficit del 32,5% nel 2010) e Spagna, tanto che, all'inizio del 2010, per indicare i paesi europei più inclini a problemi di solvibilità iniziò a essere usato il termine PIGS. La BCE e l'Unione europea fronteggiarono la situazione istituendo, tra il maggio 2010 e il marzo 2011, il cosiddetto fondo salva-stati (segnatamente, il «Meccanismo europeo di stabilizzazione finanziaria» - EFSM, poi divenuto Meccanismo europeo di stabilità - MES).

### Situazione dell'Italia al giugno 2011

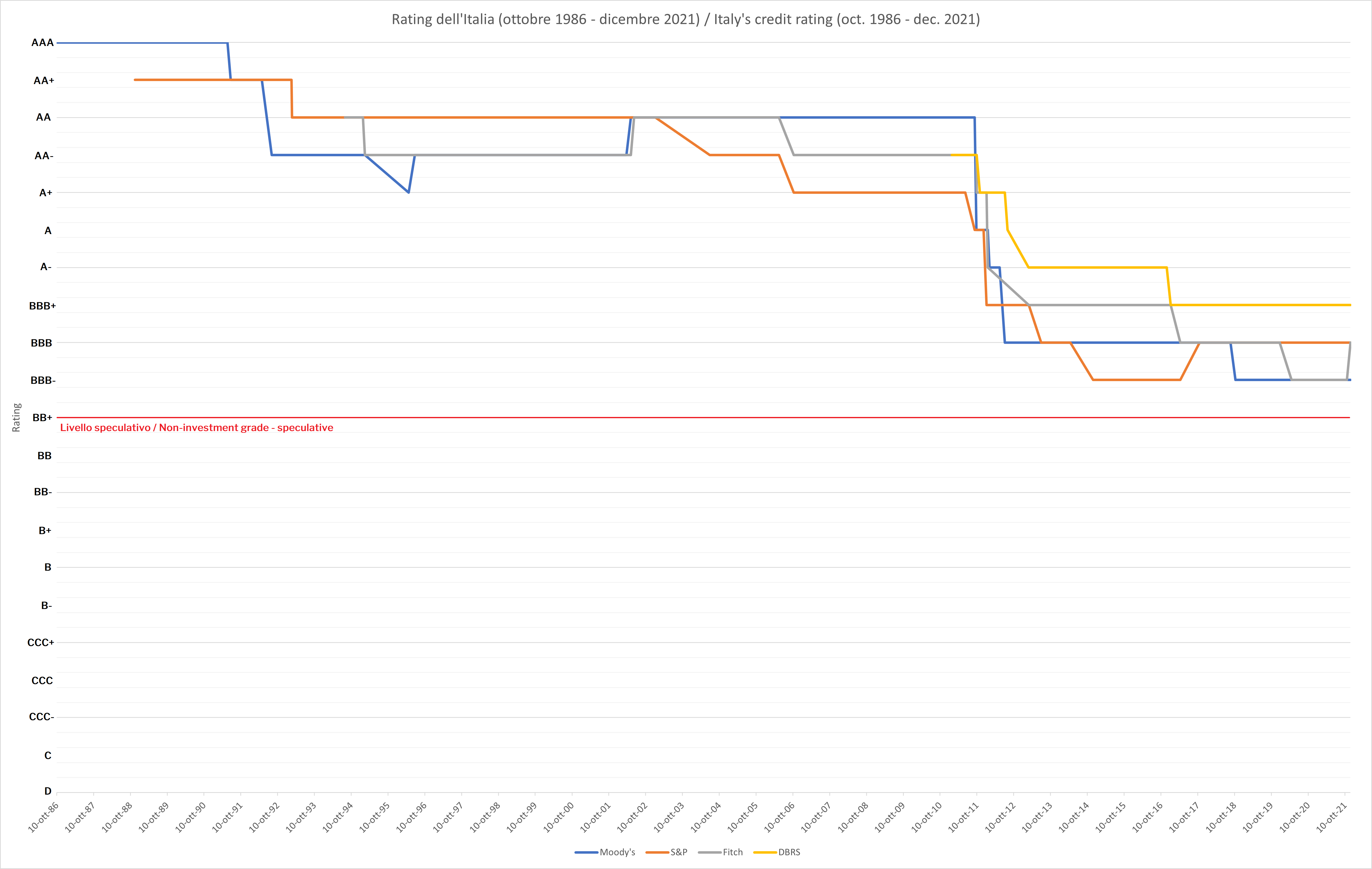
Storia del rating del debito pubblico italiano dal 1986 al 2021. Si nota il rapido declassamento nel 2012 da parte delle agenzie di rating internazionali.

Fino alla primavera del 2011 i titoli di Stato italiani mantennero un rendimento piuttosto ridotto (arrivando al record minimo del 2,1% nel 2010).

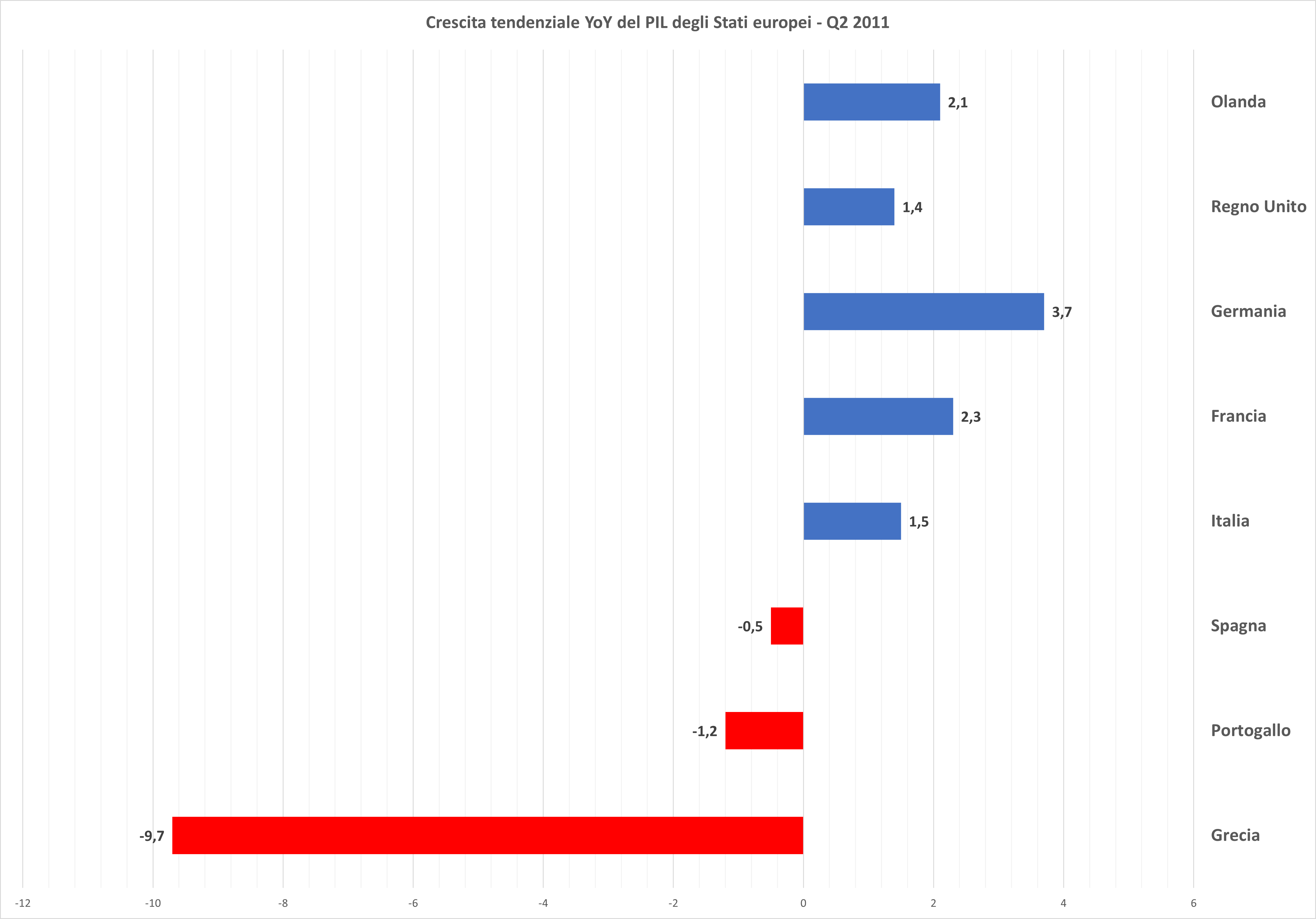
Crescita tendenziale YoY (in 12 mesi) al Q2 2011 del PIL di diversi paesi europei.

Nel maggio 2011, l'allora governatore della Banca d'Italia evidenziò come il deficit italiano fosse «inferiore a quello medio dell'area euro» e, in vista del raggiungimento del pareggio di bilancio, previsto per il 2014, affermò:
(Mario Draghi, 31 maggio 2011)
In particolare, nel 2010 il disavanzo si era attestato al 4,2%, uguale a quello della Germania; in Francia si era attestato al 6,8%, in Spagna al 9,4% e in Portogallo all'11,2%.
Al giugno 2011 i dati macroeconomici dell'Italia (o comunque cumulativi del secondo trimestre 2011) erano i seguenti.
- Tasso tendenziale annuale di crescita del PIL al +1,5% (il cosiddetto effetto rimbalzo dopo la recessione del 2008-2009)[8], a differenza di Grecia, Spagna e Portogallo che erano in recessione rispettivamente al -9,7%[9], al -0,5%[10] e al -1,2%[11], in rapido peggioramento;
- Tasso di disoccupazione generale all'8,3% e quello over-25 al 6,8% e stabile, a differenza di Grecia, Spagna e Portogallo che ne avevano rispettivamente uno del 15%, 18,7% e 11,6% e in rapida crescita[12];
- Numero di occupati in discreto recupero da settembre 2010, con 150.000 posti recuperati in circa 9 mesi[13];
- Classificazione del debito pubblico italiano al livello AA-/stable (Fitch, da ottobre 2006), A+/negative (Standard & Poor's, dal 20 maggio 2011), Aa2/negative (Moody's, dal 17 giugno 2011)[14];
- Debito pubblico italiano a circa il 119% del PIL[15], ma con una scadenza residua media più lunga e una grande quota di esso posseduta da residenti nel paese;
- Situazione del bilancio statale in avanzo primario dal 1991 - tranne per il 2009 (in cui il saldo primario si attestò al -0,8%) - e disavanzo dell'Italia al 4,6% nel 2010, uno dei deficit minori tra i vari paesi europei;
- Indice ISTAT di fiducia dei consumatori a 99,8, ovvero quasi esattamente a 100, il valore giudicato standard (dato di riferimento impostato al 2010) dall'istituto di statistica[16].

## Storia

Confronto tra i saldi di bilancio di vari Stati (Italia, PIGS, Eurozona nel suo insieme e mondo anglosassone), dal 2001. L'Italia al 2010-2011 aveva il deficit minore.

### Estate-autunno 2011: inizio della crisi
L'Italia entra all'improvviso in crisi finanziaria nei primi giorni di luglio 2011, mentre il paese si trovava in un clima di incertezza politica: si erano appena svolte le elezioni amministrative e i referendum abrogativi - i primi a raggiungere il quorum dal 1995 - sul tema dell'acqua pubblica, sull'energia nucleare e soprattutto sul legittimo impedimento, votazioni elettorali sui quali il governo in carica fu pesantemente sconfitto; vi era inoltre una forte divisione nella maggioranza di governo sul ministro Tremonti e vi era molta tensione per gli scandali sessuali di Berlusconi stesso, tra cui soprattutto il rubygate.
L'attenzione di tutti fu subito posta sul dato del rapporto debito pubblico/PIL e la stampa periodica cominciò a introdurre presso l'opinione pubblica il concetto di "spread" - ovvero la differenza tra il tasso di interesse tra i bond italiani e quelli di riferimento per l'Europa, ovvero quelli tedeschi - che sarebbe diventato dominante nel dibattito pubblico e politico.
Le banche italiane, benché scarsamente esposte sul versante degli asset tossici, erano largamente posseditrici di buoni del tesoro. La situazione era resa ancora più seria dal fatto che l'Italia fosse costretta continuamente a emettere titoli per rifinanziarsi, con aste a scadenza settimanale, e che fosse necessario che tali titoli venissero venduti a percentuali di interesse che non comportasse né un bagaglio di eccessivi oneri per le capacità delle finanze statali, né l'eventualità di risultare ad alto rischio per gli investitori, difficilmente disponibili all'acquisto di titoli laddove il pericolo d'insolvenza dell'emittente fosse ritenuto realistico.
La speculazione finanziaria sui titoli di Stato europei aveva comportato un aumento dei costi legati ai credit default swap (oggetto di scambio nei mercati non regolamentati): l'acquirente di titoli di Stato che avesse inteso proteggersi da un eventuale rischio di credito, infatti, avrebbe dovuto offrire alla sua controparte (ossia al protection seller) un valore più elevato, in forza del ritenuto aumento di rischio di solvibilità da parte dello Stato. La minusvalenza così generatasi innescava, a sua volta, l'aumento del tasso di interesse dei medesimi titoli di Stato.
Per calmare la situazione di montante paura pubblica e internazionale, il governo varò a metà luglio un pacchetto di riforme volte all'austerità e al riordino della contabilità pubblica, che prometteva il ritorno al completo pareggio di bilancio per il 2013 (Legge 15 luglio 2011 n. 111, che convertiva in legge il d.lgs. 98 del 6 luglio). Nonostante il varo di tali misure, da fine luglio lo spread iniziò a crescere molto velocemente, arrivando a quasi 400 punti a inizio agosto. Il 5 agosto i vertici istituzionali entranti ed uscenti della BCE scrissero una lettera al governo italiano (il cui contenuto venne rivelato il 29 settembre da uno scoop del Corriere della Sera) in cui si chiedevano specifiche misure volte a stimolare la crescita, includendo il pareggio di bilancio da inserire in Costituzione.
Nonostante le assicurazioni date, a settembre e ottobre lo spread tornò stabilmente a quota 400 punti e le agenzie di rating cominciarono a emettere i primi limitati declassamenti: Il 20 settembre 2011 l'agenzia di rating Standard & Poor's annunciò, a sorpresa, la decisione di tagliare il voto di affidabilità sul debito pubblico italiano, con prospettive future negative, a motivo della "limitata capacità di risposta dello Stato" rispetto alla crisi corrente. Al G20 di inizio novembre le istituzioni constatarono che l'Italia non sembrava in grado di tenere fede ai propri impegni, iniziando a ricevere incitazioni alle dimissioni del governo in carica.
Nel frattempo lo spread arrivò a toccare la massima quota di 575 punti il 9 novembre, e la situazione si aggravò ulteriormente: nonostante il numero di lavoratori occupati fosse rimasto stabile a circa 22.375.000 tra agosto 2011 e i primi mesi del 2012, il tasso di disoccupazione generale iniziò a impennarsi dall'8,3% di luglio 2011 al 10,6% di marzo 2012, indicando che molti cittadini inattivi, presi dal panico per la situazione generale, erano corsi a iscriversi ai centri per l'impiego.
In occasione del G20 di inizio novembre 2011, il Presidente del Consiglio Berlusconi sostenne tuttavia che l'Italia stesse reggendo molto bene, con la celebre espressione "i ristoranti sono pieni".
Berlusconi decise di dimettersi il 12 novembre, decisione che venne resa esecutiva quattro giorni dopo con l'insediamento del Governo Monti.

### Il Governo Monti
Il governo tecnico appena costituito tentò di agire subito per contenere l'allarme tra gli investitori internazionali: vennero subito varate delle misure di emergenza e di austerità, contenute in un decreto chiamato "salva Italia", al cui interno si trovava anche una sezione riguardante una riforma del sistema pensionistico e che sarebbe stata chiamata riforma Fornero (trattantesi in realtà di una più veloce attuazione di una riforma già programmata, quella del ministro Sacconi del 2010-2011). Nonostante queste misure, lo spread tornò a quota 500 punti negli ultimi giorni dell'anno, la domanda e i consumi calarono e il 13 gennaio 2012 Standard & Poor's declassò il rating del debito italiano da A a BBB+, a cui seguì Fitch che lo portò da A+ ad A- a fine febbraio.
Fino a marzo la situazione rimase stabile a livello di occupazione ed ebbe un lieve miglioramento riguardo ai tassi sui titoli di Stato, ma da aprile la situazione iniziò a evolvere di nuovo: il numero di occupati iniziò addirittura ad aumentare (riguadagnando 50.000 posti di lavoro da marzo a giugno), ma il tasso di disoccupazione continuò ad aumentare per via degli inattivi che si erano iscritti alle liste di collocamento e lo spread tornò a salire verso quota 500 punti.
All'inizio dell'estate le economie dei paesi periferici si ritrovarono di nuovo in ampia difficoltà e lo spread italiano giunse rapidamente a 526 punti negli ultimi giorni di luglio. Il nuovo direttore della BCE Mario Draghi, in un discorso tenuto il 26 luglio 2012 alla Global Investment Conference di Londra affermò che sarebbe stato disposto a usare tutti i mezzi della BCE per difendere l'unione monetaria, usando l'espressione "whatever it takes". Tale intento avrebbe trovato concretezza in una serie di misure strutturate secondo dei quantitative easing, ovvero immissioni di denaro in circolazione mediante l'acquisto di titoli di Stato su mercati secondari (tali azioni sarebbero state replicate pure dalla Federal Reserve statunitense) e le OMT (operazioni definitive monetarie).
Lo spread andò rapidamente calando nella seconda metà del 2012, sebbene si andasse scatenando nel paese una nuova fase della crisi, questa volta di tipo economico-sociale: dopo essere rimasti sostanzialmente stabili tra i 22,3 e i 22,4 milioni per molti mesi, da luglio 2012 a maggio 2013 i posti di lavoro diminuirono di circa mezzo milione con il tasso di disoccupazione che arrivò al 12,4%. Il mercato interno continuò a contrarsi, portando a un calo annuale del PIL di oltre il 3% e all'indice di fiducia dei consumatori ai valori più bassi di sempre nella serie storica dell'ISTAT (meno di 85). Tra le varie leggi elaborate per riordinare la finanza, si aggiunse la discussa legge costituzionale che inserì il pareggio di bilancio in Costituzione e il problema degli "esodati" creato dalle leggi Sacconi-Fornero e che sarebbe stato discusso anche negli anni successivi.

### Il Governo Letta e la fine della crisi

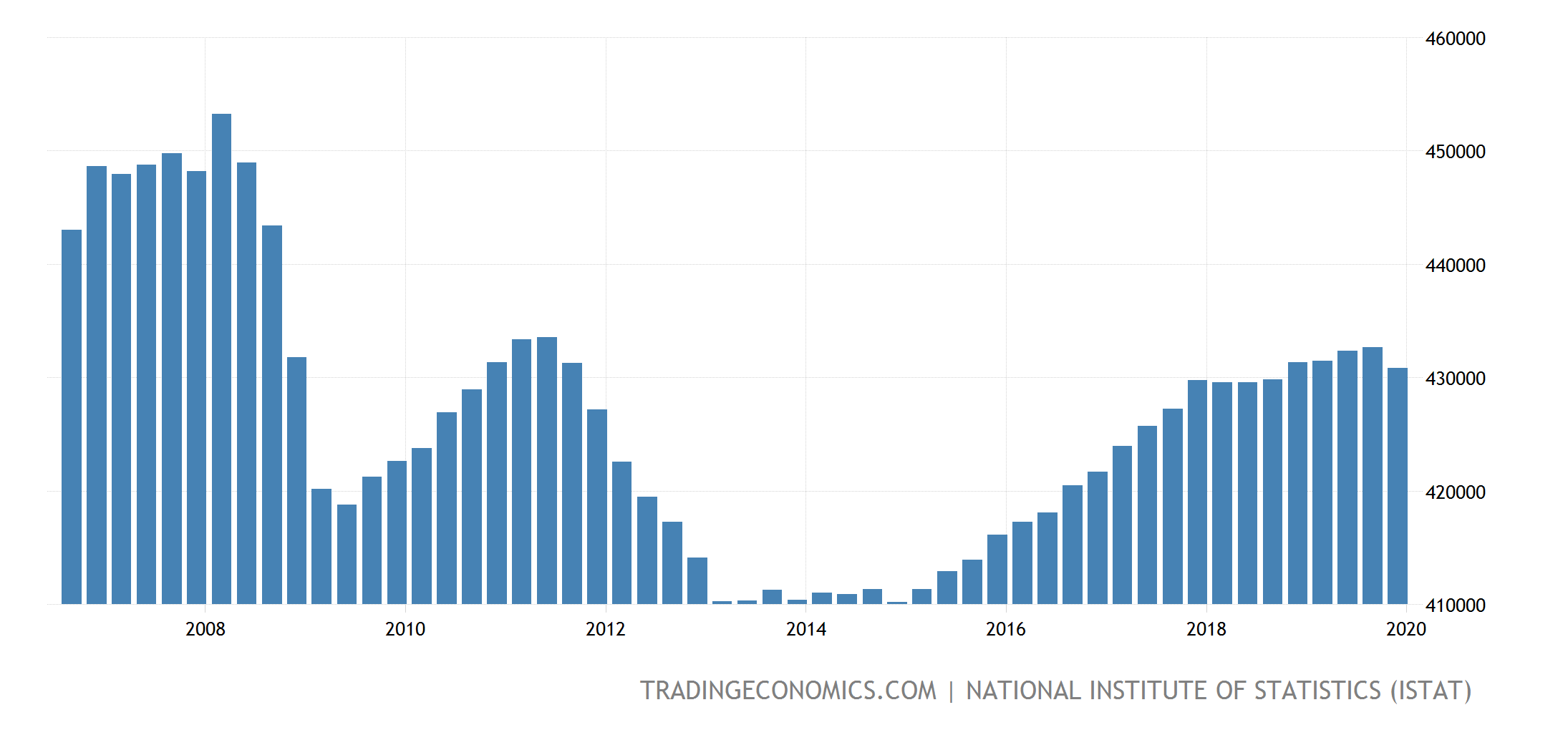
PIL trimestrale dell'Italia a prezzi costanti in milioni di euro (Q3 2006 - Q4 2019).

A seguito dei risultati delle elezioni del 2013, si formò a fine aprile il Governo Letta, il quale fu sin dai primi momenti contraddistinto da momenti di choc, come la sparatoria avvenuta davanti a Palazzo Chigi la mattina del giuramento stesso del governo.
A partire dal mese successivo, però, i parametri economici andarono nettamente migliorando, con l'andamento tendenziale del PIL che sarebbe arrivato in parità alla fine dell'anno, l'indice di fiducia dei consumatori che all'improvviso a giugno sarebbe risalito a quasi 100 e il numero di occupati che sarebbe ricominciato ad aumentare stabilmente ogni mese fino all'inizio del 2018.
La ripresa della crescita del PIL cominciò all'inizio 2015, ma l'Italia non sarebbe tornata ai livelli del PIL trimestrale di metà 2011 (poco sopra i 430 miliardi di € di PIL) prima del 2018, sette anni dopo.

## Analisi e conseguenze
Diversi analisti si sono posti il quesito di come mai l'Italia fosse precipitata all'improvviso in uno stato di profonda crisi e di allarme generale, nonostante la maggior parte dei parametri macroeconomici fossero di gran lunga migliori rispetto agli altri paesi mediterranei e in linea con quelli del resto dell'Europa occidentale. Si pensa in generale che sia stato per il concatenarsi di tante vicende sia nazionali che internazionali in un arco di tempo di pochi mesi oltre alla non credibilità apparente del governo in carica, ritenuto a livello internazionale incapace di attuare manovre di riorganizzazione finanziaria credibili.
La maggioranza dell'opinione pubblica sostiene che nel 2011 l'Italia fosse vicina al default finanziario, mentre un'altra parte (solitamente quella vicina alle idee politiche del centrodestra) ritiene che all'epoca ci fosse addirittura stato un tentato golpe secondo diverse teorie complottiste, generando strascichi di polemiche molto accese anche successivamente (come nel 2014, quando Alan Friedman pubblicò un libro su quella crisi, rivelando come Monti fosse stato contattato sin dal luglio 2011 per un possibile incarico governativo).